# Khartoums universitet

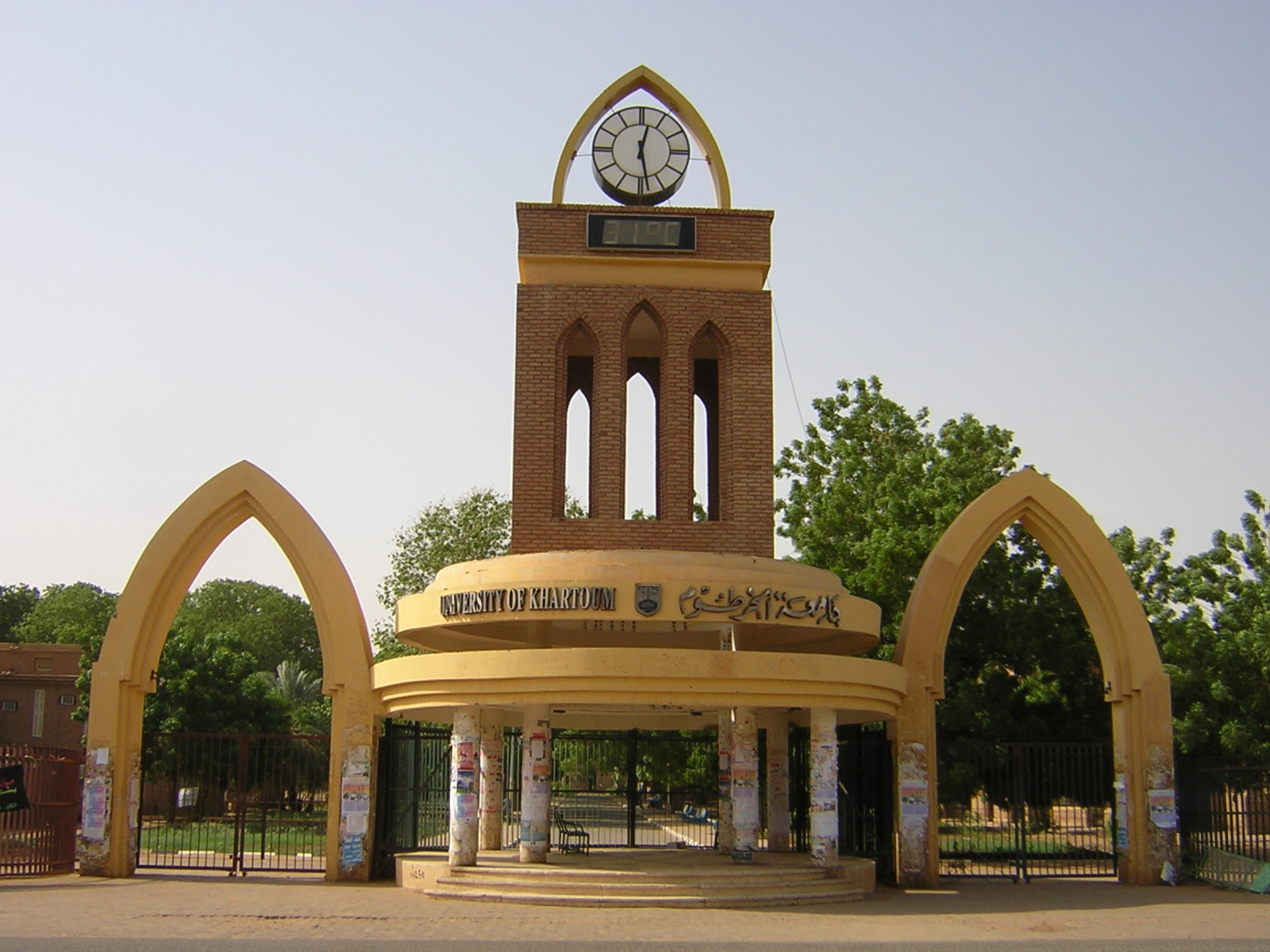
Ingången till Khartoums universitet

Khartoums universitet är ett universitet med fyra campus beläget i och omkring Khartoum i Sudan. Det går tillbaka till det 1902 öppnade Gordon Memorial College och fick sitt nuvarande namn 1956 när Sudan blev självständigt. Det är landets största och viktigaste universitet med en mycket selektiv antagning som ytterligare gett universitetet prägel av elitskola. Universitetet har varit centrum för flera politiska rörelser i landet och det faktum att rika och mäktiga familjer från andra länder sänt sina barn där föranledde britterna att kalla skolan "arabernas Cambridge".

## Kända studenter
- Wendy James, brittisk antropolog
- Sir Marriott Fawckner Nicholls, brittisk kirurg
- Daniel Pedoe, brittiskfödd matematiker[3]